# Пересмішник галапагоський
Пересмі́шник галапаго́ський (Mimus parvulus) — вид горобцеподібних птахів родини пересмішникових (Mimidae).

## Поширення

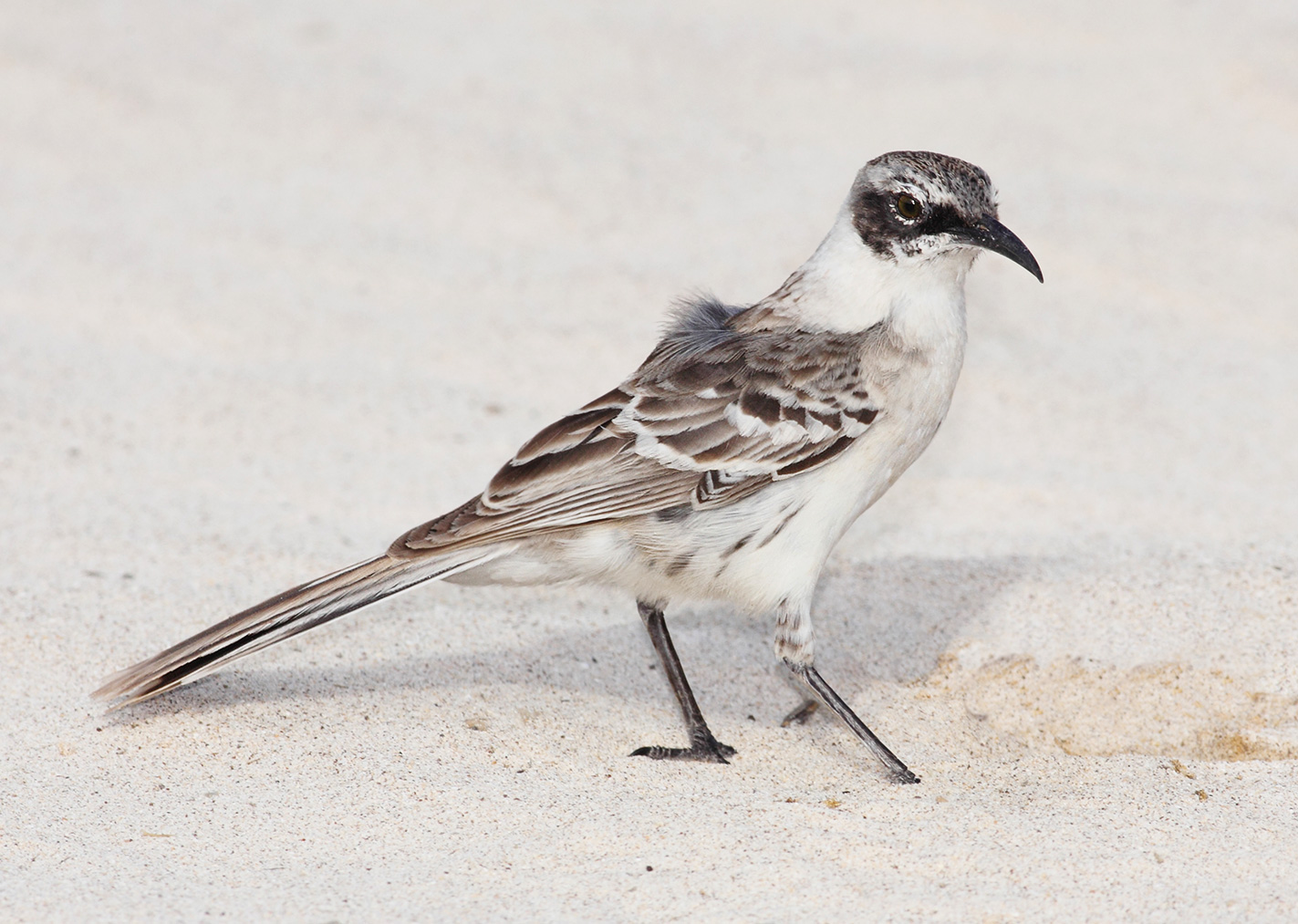
Mimus parvulus, острів Санта-Фе

Ендемік Галапагоських островів. Трапляється на більшості великих і багатьох дрібних островах архіпелагу.

## Опис
Птах завдовжки 25—26 см. Самці важать у середньому 56 г, а самиці 51 г. Він має сіро-коричневу верхню частину і темно-коричневі смуги на спині. Махові пера і хвіст темно-коричневі. Нижня частина тіла білувата. Голова чорнувато-коричнева. Дзьоб короткий і вигнутий вниз.

## Спосіб життя
Всеїдна тварина; він їсть усе — від насіння, нектару та безхребетних до яєць, ящірок, дитинчат черепах та плаценти морського лева.

## Підвиди
- M. p. barringtoni — о. Санта-Фе.
- M. p. bauri — о. Хеновеса.
- M. p. hulli — о. Дарвін.
- M. p. parvulus — о-ви Санта-Крус, Сімор, Дафне-Майор, Ісабела і Фернандіна.
- M. p. personatus — о-ви Пінта, Марчена, Рабіда і Сантьяґо.
- M. p. wenmani — о. Вульф.